# Anders Norstedt
Anders Norstedt, né le 24 février 1949, est un pilote automobile suédois, essentiellement de rallycross.

## Biographie
Il a aussi disputé plusieurs rallyes dans son pays entre 1990 et 1992 au volant d'une Mitsubishi Galant VR-4.

## Palmarès

### Titres en rallycross
- Triple Champion d'Europe de rallycross en 1984, 1985 et 1986, sur Saab 900 Turbo;
  - 3e du championnat d'Europe de rallycross en 1987 et 1988;
  - 4e du championnat d'Europe de rallycross en 1993 (sur Nissan Sunny GTi-R).